# 蓬泰內

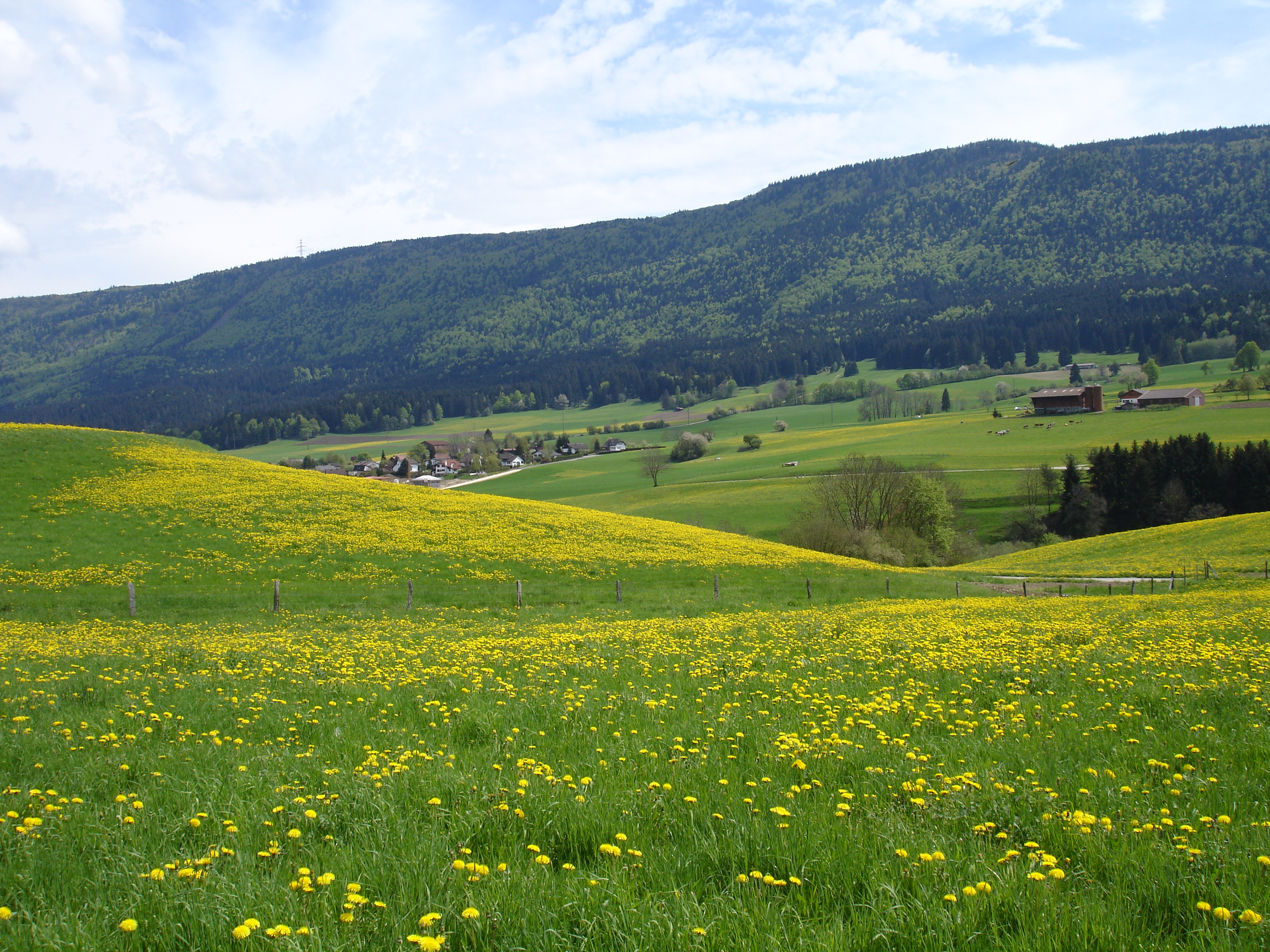

蓬泰內是瑞士的城鎮，位於該國中西部，由伯恩州負責管轄，面積2.73平方公里，海拔高度741米，2011年人口216，六成人口信奉基督教，人口密度每平方公里79人。

## 外部連結
- http://www.pontenet.ch （页面存档备份，存于） Official website